# Ivy Bridge
Ivy Bridge — кодова назва 22-нм версії мікроархітектури Sandy Bridge — «тік» мініатюризації технологічного процесу, згідно з екстенсивною стратегією розробки мікропроцесорів «Тік-так» компанії Intel .

Хронологія процесорних архітектур Intel від NetBurst і Pentium M до Haswell; Sandy Bridge на сірому тлі

Реліз перших процесорів на даній архітектурі відбувся 23 квітня 2012 року, надходження у продаж — 29 квітня.
Ivy Bridge — остання платформа Intel, що повністю підтримується Windows XP, і найбільш рання мікроархітектура Intel, яка підтримує 64-розрядну Windows 10.

## Особливості архітектури
- перехід на 22-нм техпроцес (поліпшення продуктивності і зниження енергоспоживання)
- 16 графічних виконавчих блоків (EU, Execution Units)
- збільшення IPC (кількості інструкцій виконуваних за такт), доповнення системи команд (Instruction Set Architecture) чотирма інструкціями прискореного доступу до базових регістрів FS і GS (RDFSBASE, RDGSBASE, WRFSBASE, WRGSBASE[3]), прискорення рядкових інструкцій REP MOVSB / STOSB, прискорення перетворення чисел з рухомою комою з 16-и бітного формату в 32-х бітний формат
- кільцева шина Ring Interconnect (більше продуктивна ніж QPI) об'єднує процесорні ядра, графічне ядро і системний агент (System Agent) через загальний кеш останнього рівня (LLC, L3)
- зворотна сумісність з сокетом другого покоління процесорів Sandy Bridge
- новий 2 — або 4-канальний контролер DDR3, що підтримує пам'ять до DDR3-2800 MT / s[4] , і DDR3 L (низьковольтна)
- вбудований контроллер PCI Express 3.0
- вбудована підтримка USB 3.0 (4 порту) в чипсетах 7 серії
- вбудована підтримка інтерфейсу Thunderbolt
- інтегроване GPU доопрацьовано до відповідності вимогам API DirectX 11 з підтримкою стандарту HDMI 1.4a і підключення до 3 моніторів
- підтримка нового покоління технології Intel QuickSync — в 4 рази швидше Sandy Bridge (прискорення кодування і декодування відео (в тому числі і Full HD) засобами інтегрованого GPU)
- чипсет Panther Point з новим інтерфейсом FDI, розрахованим на одночасне підключення до трьох дисплеїв
- поліпшені технології енергозбереження (конфігурується TDP, режим зниженого енергоспоживання)
- доданий високошвидкісний і високоякісний[джерело?] генератор випадкових чисел з підтримкою стандартів ANSI X9.82, NIST SP 800-90 і NIST FIPS 140-2/3 сертифікації рівня 2
- додана нова інструкція RDRAND повертає випадкове число в 16-і, 32-х чи 64-х бітний регістр
- доданий захищений режим супервізора (SMEP) запобігає підвищення рівня привілеїв

Одним з чипсетів (Platform Controller Hub) для процесорів Sandy Bridge сумісних з сокетом LGA 1155 є Intel Panther Point. Власникам материнських плат на чипсеті P67 для підтримки нових процесорів Ivy Bridge потрібно оновити firmware материнської плати. Однак процесори Ivy Bridge не підтримуються чипсетами Q65, Q67 і B65.
Вбудоване відео HD2500 і HD4000. Intel HD 4000 з частотами 650/1150 МГц (i7, i5-3570k), Intel HD 2500 (i3, i5) з частотами 650/1050 МГц. Орієнтовна продуктивність IGP Ivy Bridge в тесті 3DMark 2006 з урахуванням озвучених даних — близько 5000-6000 балів.[джерело?]
Пікова розсіювана потужність не перевищує 77 Вт.[джерело?]

## Технологія
4 травня 2011 Intel повідомила, що 22-нм процесори Intel будуть використовувати транзистори з вертикально розташованим затвором (FinFET (Fin Field Effect Transistor, також відомі як 3D-транзистори і «транзистори з тривимірною структурою затвора»). Згідно з оцінками компанії швидкодія 22-нм Tri-Gate транзисторів на 37 % вище швидкодії планарних 32-нм структур. При цьому енергоспоживання нових процесорів до 50 % менше.[джерело?]

## Процесори
Процесори з інтегрованим графічним ядром Intel HD 4000 виділені жирним. Решта процесорів мають графічне ядро HD 2500 або не мають графічного ядра (якщо тактова частота не вказана).

### Настільні версії
| Сегмент ринку         | Ядра (Потоки) | Процесор марка і модель | Процесор марка і модель | ЦПУ (Тактова частота) | ЦПУ (Тактова частота)     | Графіка (Тактова частота) | Графіка (Тактова частота) | Кеш 3 рівня | TDP   | Дата виходу | Ціна (USD) | Материнська плата | Материнська плата  | Материнська плата        |
| Сегмент ринку         | Ядра (Потоки) | Процесор марка і модель | Процесор марка і модель | Штатна                | Турбо (1C/2C/3C/4C)       | Штатна                    | Турбо                     | Кеш 3 рівня | TDP   | Дата виходу | Ціна (USD) | Сокет             | Шина               | Підтримка пам'яті        |
| --------------------- | ------------- | ----------------------- | ----------------------- | --------------------- | ------------------------- | ------------------------- | ------------------------- | ----------- | ----- | ----------- | ---------- | ----------------- | ------------------ | ------------------------ |
| Високо- проду- ктивні | 4 (8)         | Core i7                 | 3770K                   | 3.5 ГГц               | 3.9 / 3.9 / 3.8 / 3.7 ГГц | 650 МГц                   | 1150 МГц                  | 8 МБ        | 77 Вт | 29.4.2012   | $ 313      | LGA 1155          | DMI 2.0 PCIe 3.0 * | До 2-х каналів DDR3-1600 |
| Високо- проду- ктивні | 4 (8)         | Core i7                 | 3770                    | 3.4 ГГц               | 3.9 / 3.9 / 3.8 / 3.7 ГГц | 650 МГц                   | 1150 МГц                  | 8 МБ        | 77 Вт | 29.4.2012   | $ 278      | LGA 1155          | DMI 2.0 PCIe 3.0 * | До 2-х каналів DDR3-1600 |
| Високо- проду- ктивні | 4 (8)         | Core i7                 | 3770S                   | 3.1 ГГц               | 3.9 / 3.8 / 3.6 / 3.5 ГГц | 650 МГц                   | 1150 МГц                  | 8 МБ        | 65 Вт | 29.4.2012   | $ 278      | LGA 1155          | DMI 2.0 PCIe 3.0 * | До 2-х каналів DDR3-1600 |
| Високо- проду- ктивні | 4 (8)         | Core i7                 | 3770T                   | 2.5 ГГц               | 3.7 / 3.6 / 3.4 / 3.1 ГГц | 650 МГц                   | 1150 МГц                  | 8 МБ        | 45 Вт | 29.4.2012   | $ 278      | LGA 1155          | DMI 2.0 PCIe 3.0 * | До 2-х каналів DDR3-1600 |
| Масовий               | 4 (4)         | Core i5                 | 3570K                   | 3.4 ГГц               | 3.8 / 3.8 / 3.7 / 3.6 ГГц | 650 МГц                   | 1150 МГц                  | 6 МБ        | 77 Вт | 29.4.2012   | $ 212      | LGA 1155          | DMI 2.0 PCIe 3.0 * | До 2-х каналів DDR3-1600 |
| Масовий               | 4 (4)         | Core i5                 | 3570                    | 3.4 ГГц               | 3.8 ГГц                   | 650 МГц                   | 1150 МГц                  | 6 МБ        | 77 Вт | 3.4.2012    | $          | LGA 1155          | DMI 2.0 PCIe 3.0 * | До 2-х каналів DDR3-1600 |
| Масовий               | 4 (4)         | Core i5                 | 3570S                   | 3.1 ГГц               | 3.8 ГГц                   | 650 МГц                   | 1150 МГц                  | 6 МБ        | 65 Вт | 3.4.2012    | $          | LGA 1155          | DMI 2.0 PCIe 3.0 * | До 2-х каналів DDR3-1600 |
| Масовий               | 4 (4)         | Core i5                 | 3570T                   | 2.3 ГГц               | 3.3 / 3.2 / 3.0 / 2.9 ГГц | 650 МГц                   | 1150 МГц                  | 6 МБ        | 45 Вт | 29.4.2012   | 194        | LGA 1155          | DMI 2.0 PCIe 3.0 * | До 2-х каналів DDR3-1600 |
| Масовий               | 4 (4)         | Core i5                 | 3550                    | 3.3 ГГц               | 3.7 / 3.7 / 3.6 / 3.5 ГГц | 650 МГц                   | 1150 МГц                  | 6 МБ        | 77 Вт | 29.4.2012   | 194        | LGA 1155          | DMI 2.0 PCIe 3.0 * | До 2-х каналів DDR3-1600 |
| Масовий               | 4 (4)         | Core i5                 | 3550S                   | 3.0 ГГц               | 3.7 / 3.6 / 3.4 / 3.3 ГГц | 650 МГц                   | 1150 МГц                  | 6 МБ        | 65 Вт | 29.4.2012   | 194        | LGA 1155          | DMI 2.0 PCIe 3.0 * | До 2-х каналів DDR3-1600 |
| Масовий               | 4 (4)         | Core i5                 | 3475S                   | 2.9 ГГц               | 3.6 ГГц                   | 650 МГц                   | 1100 МГц                  | 6 МБ        | 65 Вт | 3.4.2012    | $          | LGA 1155          | DMI 2.0 PCIe 3.0 * | До 2-х каналів DDR3-1600 |
| Масовий               | 4 (4)         | Core i5                 | 3470                    | 3.2 ГГц               | 3.6 ГГц                   | 650 МГц                   | 1100 МГц                  | 6 МБ        | 77 Вт | 3.4.2012    | $          | LGA 1155          | DMI 2.0 PCIe 3.0 * | До 2-х каналів DDR3-1600 |
| Масовий               | 4 (4)         | Core i5                 | 3470S                   | 2.9 ГГц               | 3.6 ГГц                   | 650 МГц                   | 1100 МГц                  | 6 МБ        | 65 Вт | 3.4.2012    | $          | LGA 1155          | DMI 2.0 PCIe 3.0 * | До 2-х каналів DDR3-1600 |
| Масовий               | 2 (4)         | Core i5                 | 3470T                   | 2.9 ГГц               | 3.6 ГГц                   | 650 МГц                   | 1100 МГц                  | 3 МБ        | 35 Вт | 3.4.2012    | $ 184      | LGA 1155          | DMI 2.0 PCIe 3.0 * | До 2-х каналів DDR3-1600 |
| Масовий               | 4 (4)         | Core i5                 | 3450                    | 3.1 ГГц               | 3.5 / 3.5 / 3.4 / 3.3 ГГц | 650 МГц                   | 1100 МГц                  | 6 МБ        | 77 Вт | 3.4.2012    | $ 174      | LGA 1155          | DMI 2.0 PCIe 3.0 * | До 2-х каналів DDR3-1600 |
| Масовий               | 4 (4)         | Core i5                 | 3450S                   | 2.8 ГГц               | 3.5 / 3.4 / 3.2 / 3.1 ГГц | 650 МГц                   | 1100 МГц                  | 6 МБ        | 65 Вт | 3.4.2012    | $ 174      | LGA 1155          | DMI 2.0 PCIe 3.0 * | До 2-х каналів DDR3-1600 |
| Масовий               | 4 (4)         | Core i5                 | 3330                    | 3.0 ГГц               | 3.2 ГГц                   | 650 МГц                   | 1050 МГц                  | 6 МБ        | 77 Вт | 3.4.2012    | $          | LGA 1155          | DMI 2.0 PCIe 3.0 * | До 2-х каналів DDR3-1600 |
| Масовий               | 4 (4)         | Core i5                 | 3330S                   | 2.7 ГГц               | 3.2 ГГц                   | 650 МГц                   | 1050 МГц                  | 6 МБ        | 65 Вт | 3.4.2012    | $          | LGA 1155          | DMI 2.0 PCIe 3.0 * | До 2-х каналів DDR3-1600 |
| Масовий               | 2 (4)         | Core i3                 | 3240                    | 3.4 ГГц               | Н/Д                       | 650 МГц                   | 1050 МГц                  | 3 МБ        | 55 Вт |             |            | LGA 1155          | DMI 2.0 PCIe 2.0   | До 2-х каналів DDR3-1600 |
| Масовий               | 2 (4)         | Core i3                 | 3225                    | 3.3 ГГц               | Н/Д                       | 650 МГц                   | 1050 МГц                  | 3 МБ        | 55 Вт |             |            | LGA 1155          | DMI 2.0 PCIe 2.0   | До 2-х каналів DDR3-1600 |
| Масовий               | 2 (4)         | Core i3                 | 3220                    | 3.3 ГГц               | Н/Д                       | 650 МГц                   | 1050 МГц                  | 3 МБ        | 55 Вт |             |            | LGA 1155          | DMI 2.0 PCIe 2.0   | До 2-х каналів DDR3-1600 |

Значення індексів:
- K — Процесори з вільним множником.
- S — Енергоефективні процесори з нижчими частотами в порівнянні з безіндекснимі моделями.
- T — Високоенергоефективні процесори зі значно нижчими частотами в порівнянні з безіндекснимі моделями.

### Мобільні версії
| Сегмент ринку         | Ядра (Потоки) | Процесор марка і модель | Процесор марка і модель | ЦПУ (Тактова частота) | ЦПУ (Тактова частота) | Графіка (Тактова частота) | Графіка (Тактова частота) | Кеш 3 рівня | TDP         | Дата виходу | Ціна (USD) |
| Сегмент ринку         | Ядра (Потоки) | Процесор марка і модель | Процесор марка і модель | Штатна                | Турбо (1C/2C/4C)      | Штатна                    | Турбо                     | Кеш 3 рівня | TDP         | Дата виходу | Ціна (USD) |
| --------------------- | ------------- | ----------------------- | ----------------------- | --------------------- | --------------------- | ------------------------- | ------------------------- | ----------- | ----------- | ----------- | ---------- |
| Високо- проду- ктивні | 4 (8)         | Core i7                 | 3920XM                  | 2.9 ГГц               | 3.6 / 3.7 / 3.8 ГГц   | 650 МГц                   | 1300 MHz                  | 8 МБ        | 55 Вт       | 29.4.2012   | $ 1096     |
| Високо- проду- ктивні | 4 (8)         | Core i7                 | 3820QM                  | 2.7 ГГц               | 3.7 / 3.6 / 3.5 ГГц   | 650 МГц                   | 1250 МГц                  | 8 МБ        | 45 Вт       | 29.4.2012   | $ 568      |
| Високо- проду- ктивні | 4 (8)         | Core i7                 | 3720QM                  | 2.6 ГГц               | 3.6 / 3.5 / 3.4 ГГц   | 650 МГц                   | 1250 МГц                  | 6 МБ        | 45 Вт       | 29.4.2012   | $ 378      |
| Високо- проду- ктивні | 4 (8)         | Core i7                 | 3615QM                  | 2.3 ГГц               | 3.3 / 3.2 / 3.1 ГГц   | 650 МГц                   | 1200 МГц                  | 6 МБ        | 45 Вт       | 29.4.2012   | OEM        |
| Високо- проду- ктивні | 4 (8)         | Core i7                 | 3612QM                  | 2.1 ГГц               | 3.1 / 3.0 / 2.8 ГГц   | 650 МГц                   | 1100 МГц                  | 6 МБ        | 35 Вт       | 29.4.2012   | OEM        |
| Високо- проду- ктивні | 4 (8)         | Core i7                 | 3610QM                  | 2.3 ГГц               | 3.3 / 3.2 / 3.1 ГГц   | 650 МГц                   | 1100 МГц                  | 6 МБ        | 45 Вт       | 29.4.2012   | OEM        |
| Масовий               | 2 (4)         | Core i7                 | 3667U                   | 2.0 ГГц               | 3.2 / 3.0 ГГц         | 350 МГц                   | 1150 МГц                  | 4 МБ        | 17 Вт       | 3.06.2012   | OEM        |
| Масовий               | 2 (4)         | Core i7                 | 3520M                   | 2.9 ГГц               | 3.6 / 3.4 ГГц         | 650 МГц                   | 1250 МГц                  | 4 МБ        | 35 Вт       | 3.06.2012   | OEM        |
| Масовий               | 2 (4)         | Core i7                 | 3517U                   | 1.9 ГГц               | 3.0 / 2.8 ГГц         | 350 МГц                   | 1150 МГц                  | 4 МБ        | 17 Вт/25 Вт | 3.06.2012   | OEM        |
| Масовий               | 2 (4)         | Core i5                 | 3427U                   | 1.8 ГГц               | 2.8 / 2.6 ГГц         | 350 МГц                   | 1150 МГц                  | 3 МБ        | 17 Вт       | 3.06.2012   | OEM        |
| Масовий               | 2 (4)         | Core i5                 | 3317U                   | 1.7 ГГц               | 2.6 / 2.4 ГГц         | 350 МГц                   | 1050 МГц                  | 3 МБ        | 17 Вт       | 3.06.2012   | OEM        |
| Масовий               | 2 (4)         | Core i5                 | 3360M                   | 2.8 ГГц               | 3.5 / 3.3 ГГц         | 650 МГц                   | 1200 МГц                  | 3 МБ        | 35 Вт       | 3.06.2012   | OEM        |
| Масовий               | 2 (4)         | Core i5                 | 3320M                   | 2.6 ГГц               | 3.3 / 3.1 ГГц         | 650 МГц                   | 1200 МГц                  | 3 МБ        | 35 Вт       | 3.06.2012   | OEM        |
| Масовий               | 2 (4)         | Core i3                 | 3217U                   | 1.8 ГГц               | Н/Д                   | 350 МГц                   | 1050 МГц                  | 3 МБ        | 17 Вт       | 3.06.2012   | OEM        |

Значення індексів:
- M — Мобільні процесори
  - XM — екстремальні 4-ядерні процесори без обмеження множника прискорення
  - QM — 4-ядерні процесори

### Вбудовувані версії
| Сегмент ринку         | Ядра (Потоки) | Процесор марка і модель | Процесор марка і модель | ЦПУ (Тактова частота) | ЦПУ (Тактова частота) | Графіка (Тактова частота) | Графіка (Тактова частота) | Кеш 3 рівня | TDP   | Дата виходу  | Сокет         |  |
| Сегмент ринку         | Ядра (Потоки) | Процесор марка і модель | Процесор марка і модель | Штатна                | Турбо (1C/2C/4C)      | Штатна                    | Турбо                     | Кеш 3 рівня | TDP   | Дата виходу  | Сокет         |  |
| --------------------- | ------------- | ----------------------- | ----------------------- | --------------------- | --------------------- | ------------------------- | ------------------------- | ----------- | ----- | ------------ | ------------- |  |
| Високо- проду- ктивні | 4 (8)         | Core i7                 | 3615QE                  | 2.3 ГГц               | 3.3 / 3.2 / 3.1 ГГц   | 650 МГц                   | 1000 MHz                  | 6 МБ        | 45 Вт | 29.4.2012    | BGA1224       |  |
| Високо- проду- ктивні | 4 (8)         | Core i7                 | 3610QE                  | 2.3 ГГц               | 3.3 / 3.2 / 3.1 ГГц   | 650 МГц                   | 1000 MHz                  | 6 МБ        | 45 Вт | 29.4.2012    | G2 (rPGA988B) |  |
| Високо- проду- ктивні | 4 (8)         | Core i7                 | 3612QE                  | 2.1 ГГц               | 3.1 / 3.0 / 2.8 ГГц   | 650 МГц                   | 1000 MHz                  | 6 МБ        | 35 Вт | 29.4.2012    | BGA1224       |  |
| Масовий               | 2 (4)         | Core i7                 | 3555LE                  | 2.5 ГГц               | 3.2 / 3.1 ГГц         | 550 МГц                   | ?? МГц                    | 4 МБ        | 25 Вт | Травень 2012 | BGA1023       |  |
| Масовий               | 2 (4)         | Core i7                 | 3517UE                  | 1.7 ГГц               | 2.8 / 2.6 ГГц         | 350 МГц                   | ?? МГц                    | 4 МБ        | 17 Вт | Травень 2012 | BGA1023       |  |
| Масовий               | 2 (4)         | Core i3                 | 3120ME                  | 2.4 ГГц               | Н/Д                   | 650 МГц                   | 900 МГц                   | 3 МБ        | 35 Вт | rowspan = 2  | BGA1023       |  |
| Масовий               | 2 (4)         | Core i3                 | 3217UE                  | 1.6 ГГц               | Н/Д                   | 350 МГц                   | 900 МГц                   | 3 МБ        | 17 Вт |              | BGA1023       |  |

Значення індексів:
- E — вбудовані процесори
  - QE — 4-ядерні процесори вбудовуються
  - МО — вбудовувані мобільні
  - LE — оптимізовані по продуктивності
  - UE — оптимізовані по енергоспоживанню